# Supremo Tribunal de Justiça de Cabo Verde
O Supremo Tribunal de Justiça de Cabo Verde é o órgão superior da hierarquia dos Tribunais Judiciais, Administrativos, Fiscais e Aduaneiros e do Tribunal Militar de Instância existentes em Cabo Verde. Acumulou durante duas décadas o papel do Tribunal Constitucional até  a sua instalação em 2015.
O Presidente do Supremo Tribunal de Justiça de Cabo Verde é nomeado pelo Presidente da República, de entre os Juízes que o compõem, ouvido o Conselho Superior da Magistratura Judicial.
Em 2015 a Conselheira Fátima Coronel foi nomeada Presidente do Supremo Tribunal de Justiça e em 2022 Benfeito Mosso Ramos, sucede à Juíza Conselheira Jubilada no cargo.